# Monestir de Kaymaklı
El Monestir de Kaymaklı (en armeni: Ամենափրկիչ Վանք, Amenaprgič Vank, literalment, «Església del Salvador»; en turc: Kaymaklı Manastiri, Amenapırgiç Manastiri) és un monestir de l'Església Apostòlica Armènia en ruïnes situat a prop de Trebisonda, Turquia.
El monestir incloïa originalment una església i un campanar a la cantonada nord-oest, i una petita capella prop de la cantonada sud-est.

## Ubicació, fundació i el nom
El monestir està situat a la part superior del turó Boztepe, a 3 km al sud-est de Trebisonda (40° 59′ 39″ N, 39° 44′ 39″ E / 40.9943°N,39.74418°E). Des d'allí es domina la vall de Değirmendere, l'antic riu Pyxites, a la llarg de la qual s'estén la principal ruta comercial a l'est d'Anatòlia.
Ja en el segle VII existia una comunitat armènia en Trebisonda. No obstant això, la data exacta de la fundació i l'origen del monestir segueix sent poc clara. Una comunitat religiosa estava present al lloc des d'almenys el segle xv, i possiblement tan aviat com el segle xi. L'estructura més antiga del monestir està datada del 1424. En 1461 va ser saquejada i destruïda pels turcs. Al segle xvi, el monestir reconstruït va esdevenir un centre de producció de manuscrits armenis.
Va ser anomenat, en armeni, Ամենափրկիչ Վանք (Amenaprgič Vank), que es tradueix com «Església del Salvador». Es diu que el sultà otomà Murad III va dinar al monestir un menú que consistia només en els productes lactis. Ell va confirmar la possessió del monestir en les seves terres i el lloc va arribar a ser anomenat en turc Kaymaklı, que significa «amb/de kaymak», en record de l'ocasió. Anteriorment, el monestir era conegut com a Yesil Manastir, el «Monestir Verd».

## Edificis

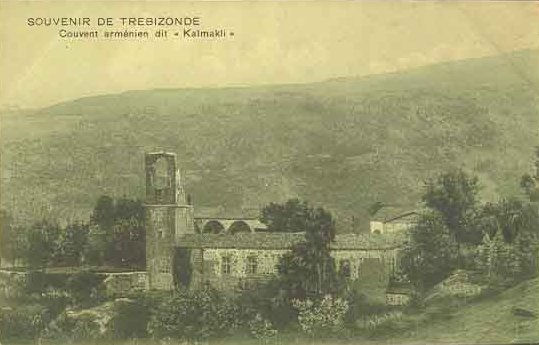
Monestir de Kaymaklı, en una postal de 1913

El lloc era un pati tancat per una paret de 30 x 40 m. Actualment, la paret està gairebé completament destruïda. L'estructura més antiga és una petita capella situada a l'extrem oriental del complex. Segons una inscripció sobre la porta, va ser construïda el 1424 pel príncep Hodja Stephanos Shemsedli (Khoja Stepanos Shemsedin). La capella té khachkars en les parets. El complex original incloïa un zhamatun, una font coneguda com «la font de llet», una torre, la capella ja esmentada, i un pòrtic.
L'església principal és de forma rectangular, amb tres naus i tres absis. L'absis principal és pentagonal. La data de fundació de l'església no està clara, però es creu que va ser construïda sobre una part supervivent d'una església grega del segle XII-XIII. El sostre original de l'església principal estava feta de fusta, que va caure en 1929. En 1961, es va reemplaçar el sostre, també de fusta, quan l'església va començar a ser utilitzada com un graner; actualment aquest sostre també ha desaparegut. Hi havia un nàrtex, o zhamatun, a l'extrem occidental de l'església, però ha desaparegut del tot.
L'interior de l'església està decorat amb elaborats frescos que mostren diverses escenes bíbliques. Es creu que van ser pintats en els segles XVII-XVIII. A la paret oest hi ha un gran fresc en tres seccions que representen el Judici Final. Al nord-oest de l'església es troben les restes d'un campanar, que era una estructura extremadament alta. Al sud de l'església es troben les restes d'un edifici monàstic de dos pisos que tenia un pòrtic amb columnes de pedra a la planta baixa.

## En els temps moderns
Fins al 1915 va servir com la seu de la diòcesi deTrebisonda lligada al Patriarcat Armeni de Constantinoble. En aquell moment, la comunitat armènia que vivia en la ciutat era d'unes 30.000 persones. En 1915, es van interrompre les funcions normals del monestir quan va ser utilitzat com a camp de trànsit per als armenis deportats cap a Síria durant el genocidi armeni. Després de la captura de Rússia de Trebisonda, els monjos armenis van tornar al monestir i es van quedar fins després de la Primera Guerra Mundial, suposadament fins al 1923.
En una data posterior, un incendi va destruir parcialment el lloc. Per la dècada de 1950, l'església principal es va quedar sense sostre i la major part del campanar estava destruït.
Actualment, una granja utilitza els edificis restants del monestir de Kaymaklı.

## Galeria d'imatges

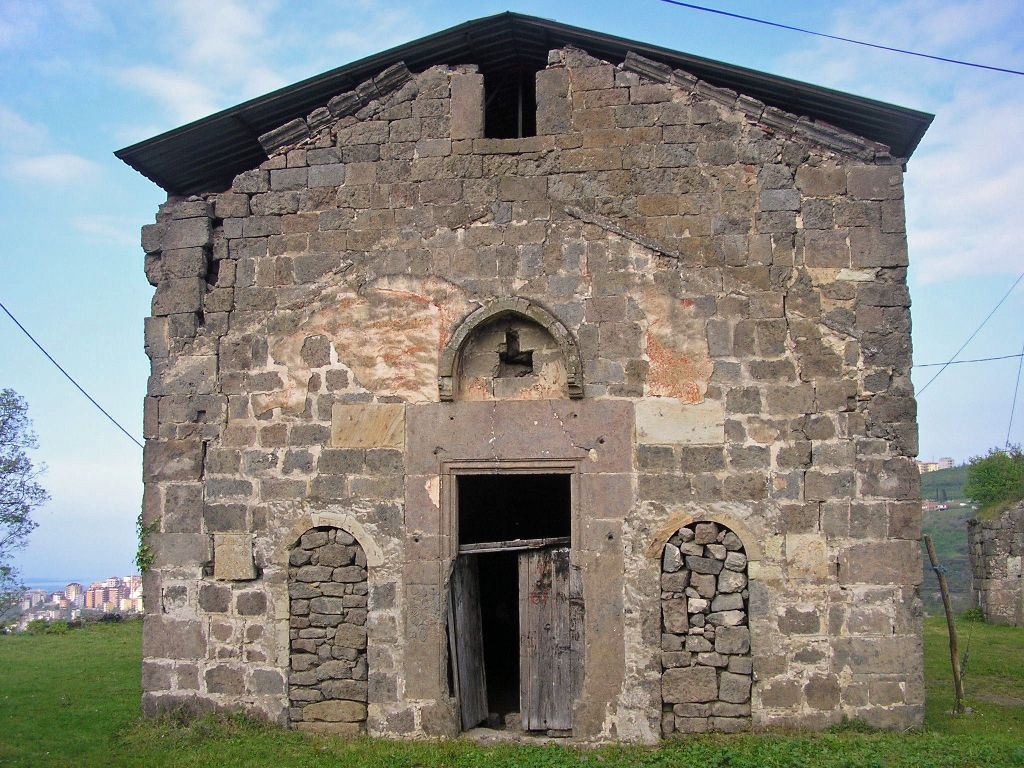
Vista frontal
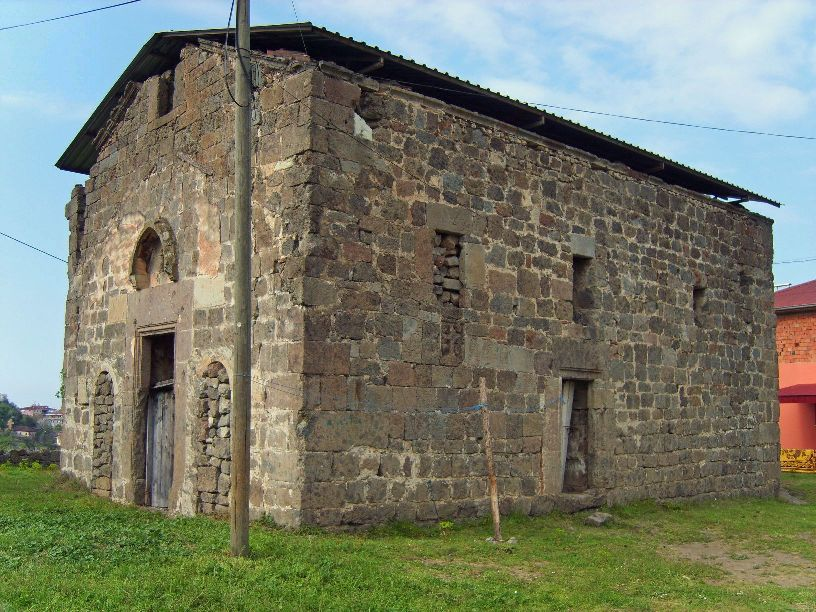
Vista sud-occidental
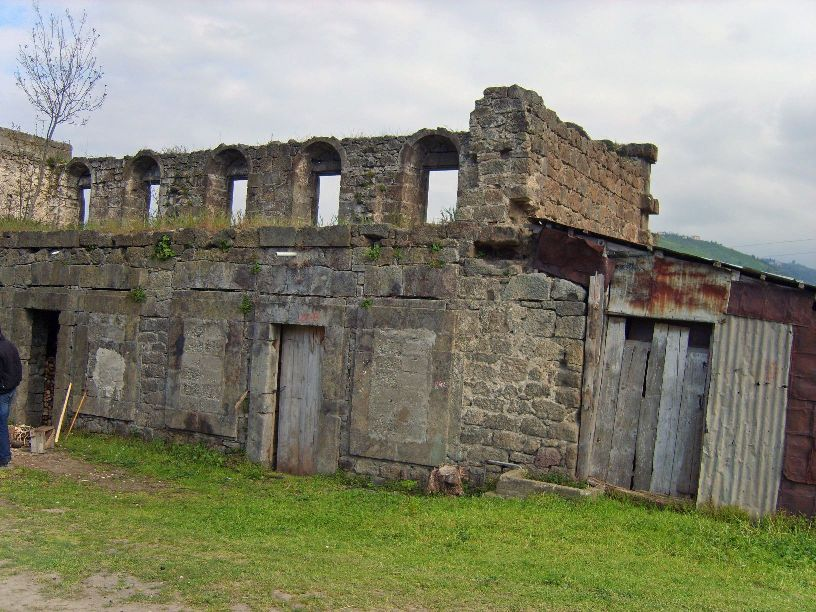
Les ruïnes del monestir
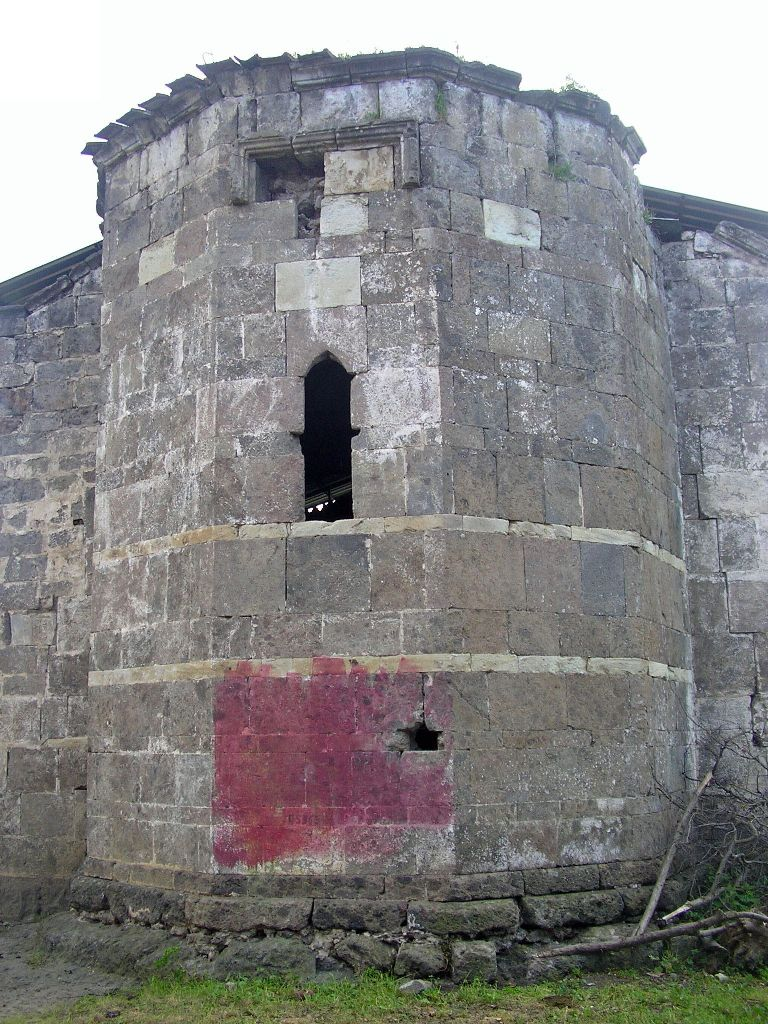
Absis
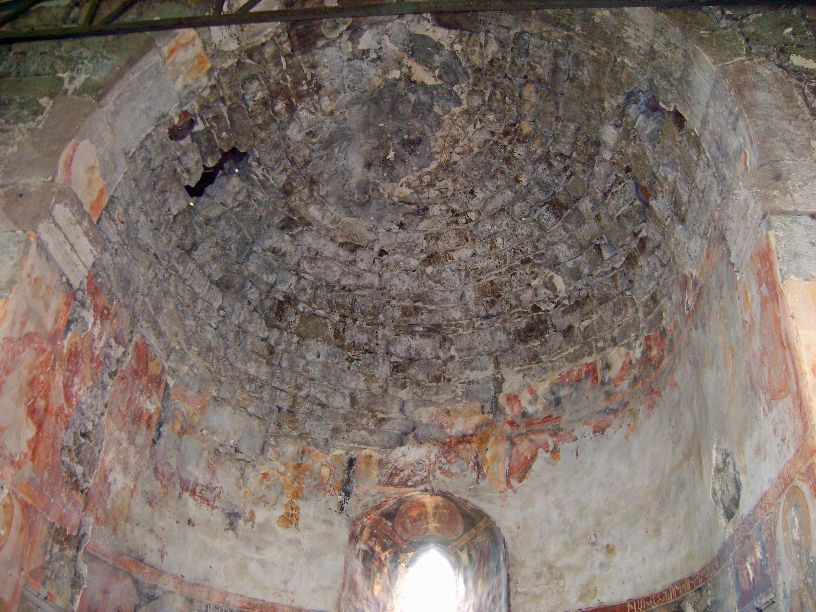
Sostre de l'absis
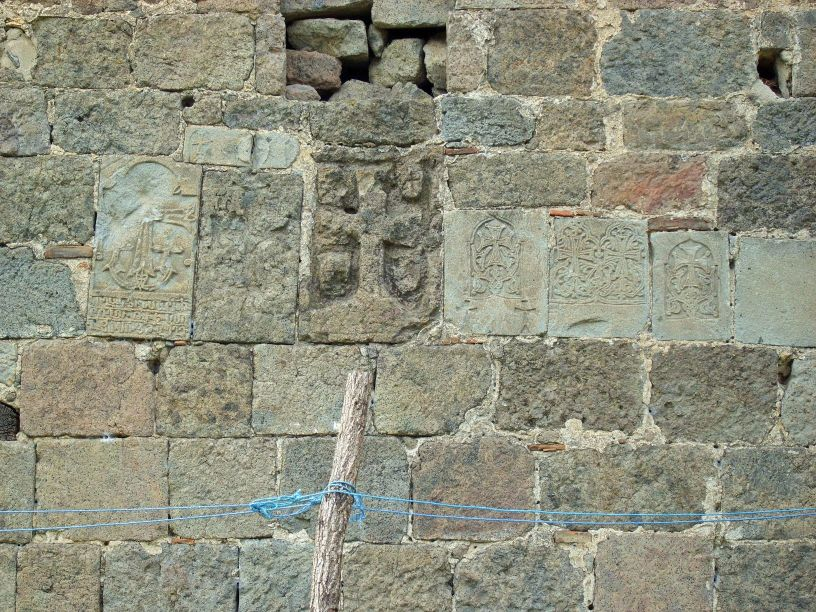
Inscripcions
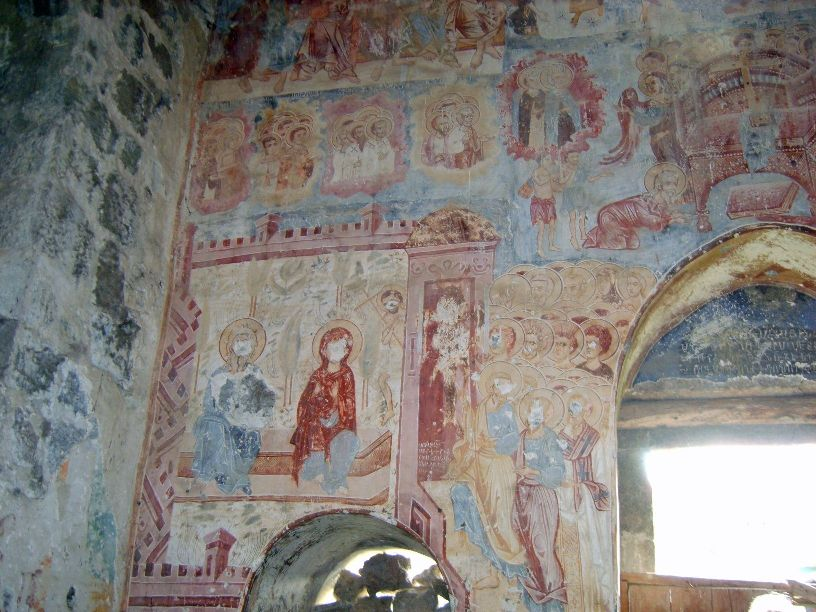
Frescos
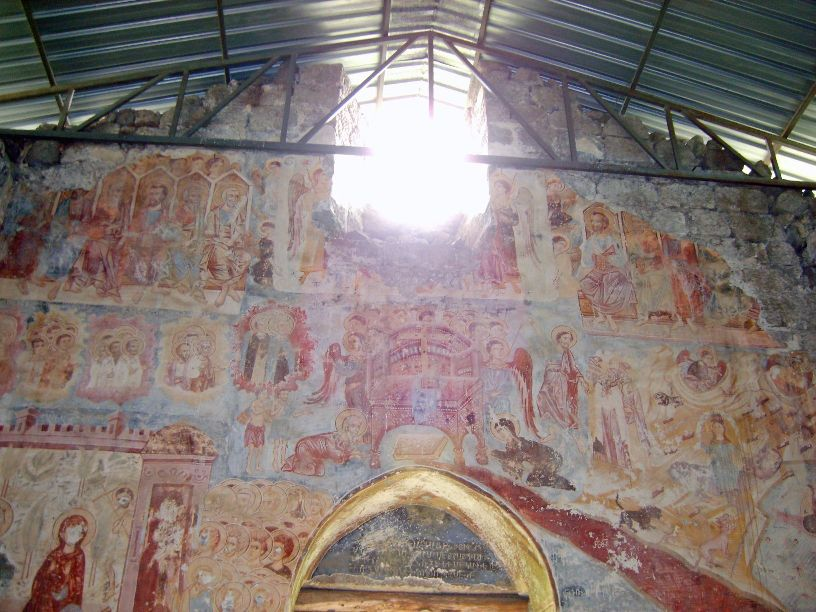
Frescos